# Muizon
Muizon ist eine französische Gemeinde mit 2072 Einwohnern (Stand 1. Januar 2022) im Département Marne in der Region Grand Est. Sie gehört zum Arrondissement Reims und zum Kanton Fismes-Montagne de Reims.
In Deutschland wurde der Ort durch das Buch Rückkehr nach Reims von Didier Eribon bekannt.

## Geographie
Die Gemeinde liegt rund zehn Kilometer westlich von Reims am linken südlichen Ufer der Vesle an der alten Römerstraße von Reims nach Paris. Nachbargemeinden sind Trigny im Norden, Châlons-sur-Vesle im Nordosten, Thillois im Osten, Gueux im Südosten, Rosnay im Südwesten, Courcelles-Sapicourt im Westen und Prouilly im Nordwesten.

## Geschichte
Der Ort wurde im 7. Jahrhundert gegründet. Im 14. Jahrhundert errichteten die Herren de Muizon hier ein festes Haus, das nach der Zerstörung im Hundertjährigen Krieg im 17. Jahrhundert erneuert wurde. 1944 wurde es zerstört und nicht wieder aufgebaut. 
Erst um 1900 wurde die Zahl von 250 Einwohnern, um 1975 die Zahl von 1000 Einwohnern überschritten. 
Am 5. Oktober 1914 fand in der Nähe die erste Luftschlacht der Geschichte zwischen deutschen und französischen Kampffliegern statt.

## Bevölkerungsentwicklung
| Jahr      | 1962 | 1968 | 1975 | 1982 | 1990 | 1999 | 2009 | 2018 |
| Einwohner | 327  | 480  | 1031 | 2243 | 2255 | 2346 | 2215 | 2140 |

## Gemeindepartnerschaft
- Klein-Winternheim in Rheinhessen, Deutschland

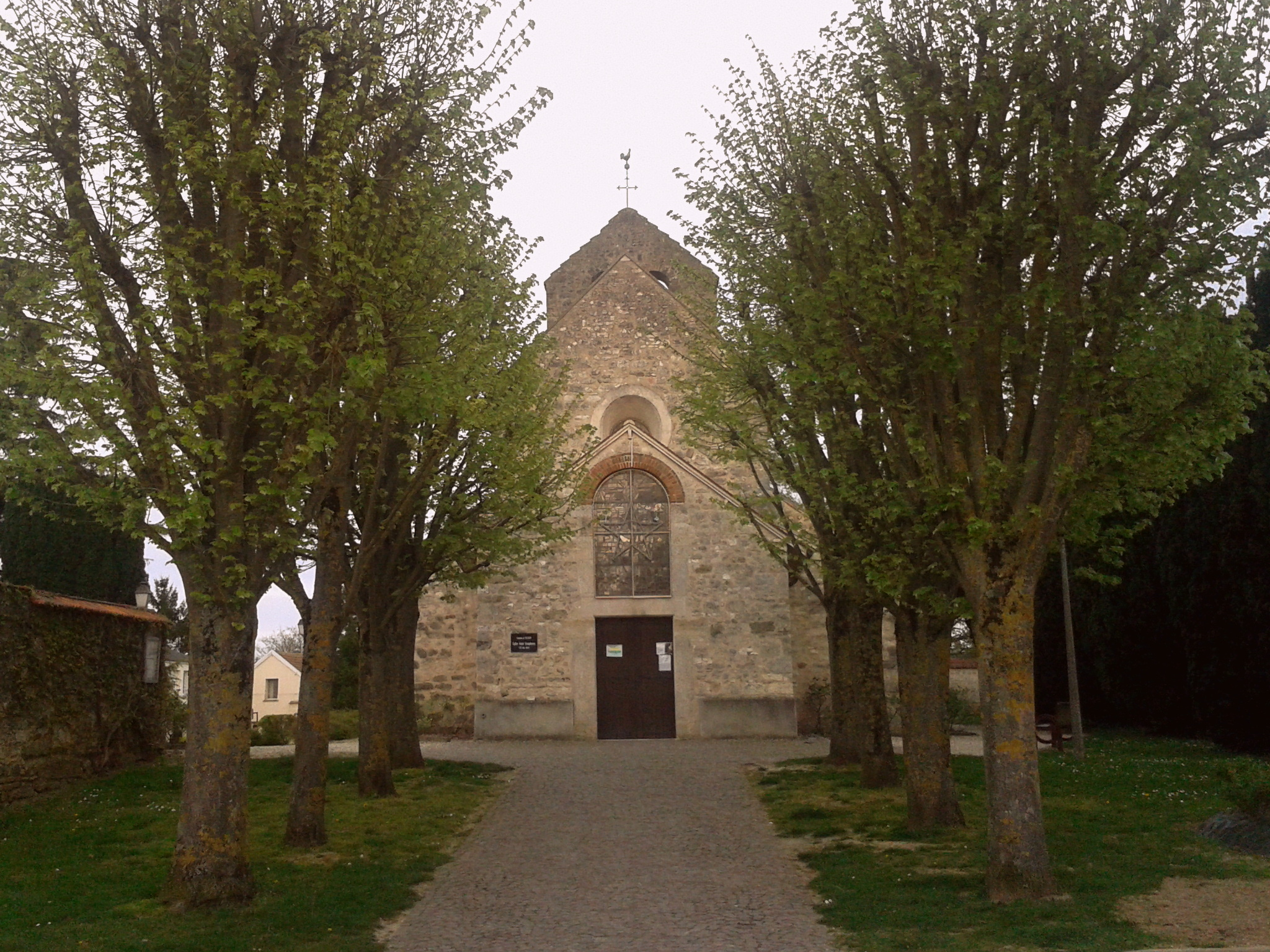
Kirche Saint-Symphorien